# هاينز بيتز
هاينز بيتز (بالألمانية: Heinz Betz)‏ (و. 1954  م) هو راكب دراجة هوائية ألماني.

## روابط خارجية
- هاينز بيتز على موقع أرشيف الدراجات (الإنجليزية)
- هاينز بيتز على موقع إحصائيات الدراجات الإحترافية (الإنجليزية)